# Мауна
Маун е голяма, несамоходна, дървена лодка за товари, изпълняваща ролята на шлеп. Използвана за връзка между стари пристанища с плитки брегове и големи кораби на около 1 – 2 километра на вътре в морето. Сведения за използването на мауни има на пристанището в Балчик, а също така и на варненското пристанище допреди 1906 г., където с помощта на по-малки гребни лодки се отвеждали от корабите до брега и там се разтоварвали и натоварвали от хамалите.